# Sunbather
Sunbather é o segundo álbum de estúdio da banda americana de black metal Deafheaven. Após o lançamento do álbum de estreia Roads to Judah, o então duo formado por George Clarke e Kerry McCoy começou a trabalhar em Sunbather sob o selo Deathwish, com as gravações ocorrendo em vários dias de janeiro de 2013. Durante o processo de gravação, a banda adicionou um terceiro membro, o baterista Dan Tracy, que se tornaria uma presença fixa no grupo. O álbum foi gravado no The Atomic Garden Recording Studio, de propriedade de Jack Shirley, que há muito tempo era produtor da banda.
Embora o Deafheaven tenha sido fortemente influenciado pelo black metal e por outros estilos variados de metal, sua música foi comparada por críticos a sonoridades de shoegaze, post-rock e rock alternativo. Essa tendência foi ainda mais explorada em Sunbather. As músicas melancólicas presentes no álbum incluem arranjos no estilo "parade de som", característicos de muitas bandas de shoegaze e post-rock, produzindo sons densos que às vezes se transformam em partes mais lentas e melódicas, complementadas pelo estilo vocal de George Clarke, que mistura gritos com efeitos de reverb. O álbum também conta com alguns interlúdios que incluem samples, gravações de campo e drones sonoros.
Sunbather foi lançado em junho de 2013 e recebeu aclamação universal da crítica, sendo reconhecido pelo Metacritic como "o álbum de maior destaque do ano. Desde então, tem sido considerado um dos melhores álbuns da década de 2010.

## Antecedentes
Deafheaven começou como uma banda formada pelo vocalista George Clarke e pelo guitarrista Kerry McCoy, sendo os dois os principais músicos e compositores. A banda chamou a atenção do cofundador da gravadora Deathwish, Tre McCarthy, quando ele encontrou a demo sem título de Deafheaven na Internet, resultando na assinatura do primeiro contrato com a gravadora.  Apesar de enfrentarem problemas com uma formação instável desde a criação do grupo, o Deafheaven conseguiu gravar seu álbum de estreia, Roads to Judah, como um quinteto. O álbum foi bem recebido pela crítica, com publicações como a Pitchfork elogiando suas influências dinâmicas e afirmando que ele "mistura o black metal feroz [...], as dinâmicas de Explosions in the Sky, uma saudável paixão por My Bloody Valentine, uma sensibilidade hardcore enérgica e erupções vocais angustiadas (mas românticas) do vocalista de aparência impecável George Clarke."
Após o lançamento de um álbum ao vivo e um split EP após Roads to Judah, a banda voltou a ser composta apenas por Clarke e McCoy como os únicos compositores. Já em setembro de 2011, o Deafheaven anunciou que estava gravando material para um novo lançamento, com McCoy descrevendo o trabalho como "mais rápido, mais sombrio, muito mais pesado e bem mais experimental" do que o álbum de estreia. No entanto, à medida que a banda se aproximava das gravações de Sunbather em dezembro de 2012, Clarke explicou que o novo material era menos melancólico e menos centrado no black metal, apresentando um som mais "rico e orientado ao rock, chegando a ser direcionado ao pop em certos momentos."

## Gravação e produção
Após compor todo o álbum Sunbather em um apartamento que Clarke e McCoy ocuparam no ano anterior ao seu lançamento, os dois foram gravar seu trabalho no Atomic Garden Studios, em East Palo Alto. Embora o duo tenha discutido trabalhar com diversos produtores, a escolha recaiu sobre Jack Shirley, valorizado pelo conforto que proporcionava à banda, já que havia trabalhado em todos os discos anteriores. Sobre o desempenho de Shirley como produtor, Clarke afirmou: "para este álbum, ele definitivamente assumiu o papel de produtor muito mais do que nos trabalhos anteriores, o que foi incrível. Honestamente, pareceu que realizamos isso juntos, e foi uma ótima sensação.".  A gravação levou seis dias, em janeiro de 2013, com cada dia focado principalmente na gravação de faixas instrumentais específicas ou na conclusão de interlúdios do álbum. Cada dia de gravação durou aproximadamente oito horas.
Quando gravaram Roads to Judah, os membros da banda não deram tanta atenção à produção. Como resultado, Clarke e McCoy queriam que Sunbather soasse "maior e mais refinado" em comparação aos lançamentos anteriores. O músico Dan Tracy foi convidado para trabalhar na bateria. Reconhecendo a habilidade de Tracy com a percussão, Clarke comentou: "Para mim, a bateria sempre foi um aspecto secundário, o que é estranho porque certamente molda nosso som, mas, desde que fosse rápida, eu não me importava muito. Esse definitivamente não é o caso neste álbum. Há seções onde a bateria realmente faz a música se destacar, o que é um grande avanço."  Tracy começou a trabalhar no primeiro dia, gravando a maior parte da percussão, concluindo suas contribuições em mais duas horas no segundo dia, usando um kit DW de quatro peças. Os microfones usados para gravar a bateria variavam conforme o papel da percussão em diferentes partes de uma faixa. Partes mais rápidas foram gravadas com microfones próximos, enquanto "seções mais atmosféricas" foram gravadas com microfones de fita.
O trabalho de guitarra começou no segundo dia, com a maior parte do tempo sendo dedicada às partes distorcidas. Usando uma Gibson Les Paul, McCoy geralmente gravava quatro camadas de guitarra, duas para o ritmo e duas para o solo. Diversos pedais de guitarra foram utilizados para distorção, alinhando-se à visão "maior e mais refinada" que o Deafheaven tinha para o álbum, além do uso frequente de uma alavanca whammy para criar um "efeito vertiginoso" inspirado pela técnica "glide guitar" de My Bloody Valentine. O terceiro dia começou com a gravação do baixo, utilizando um modelo Fender Precision Bass dos anos 1970, e logo se concluiu para dar início às partes de guitarra limpa. Embora McCoy tenha usado uma Les Paul em algumas dessas partes, uma Gretsch 6117 foi a mais utilizada, com até quatro camadas de gravação para diferentes seções. Sobre as guitarras limpas, Clarke comentou: "a gravação sempre se torna divertida nessa parte porque o grosso do trabalho já foi concluído e podemos realmente experimentar diferentes sons e espaços, até mesmo usando um EBow pela primeira vez."
Os dois dias seguintes foram focados em seções limpas e interlúdios. Para essas partes, foi utilizado um piano vertical Kawai e um órgão Hammond M3 da década de 1960. O sexto e último dia de gravação envolveu pequenas adições ao álbum e os vocais de Clarke. Para se adequar à estética sonora de Sunbather, as faixas vocais receberam um tratamento de reverberação em câmara de eco durante o processo de mixagem. Com as gravações finalizadas, o produtor Jack Shirley continuou o trabalho de mixagem e masterização para conclusão. Sunbather foi gravado em fita magnética de duas polegadas, convertida para digital para que a produção final fosse feita no Pro Tools, antes de ser masterizada com uma máquina de fita Ampex ATR-102.

## Música e letras

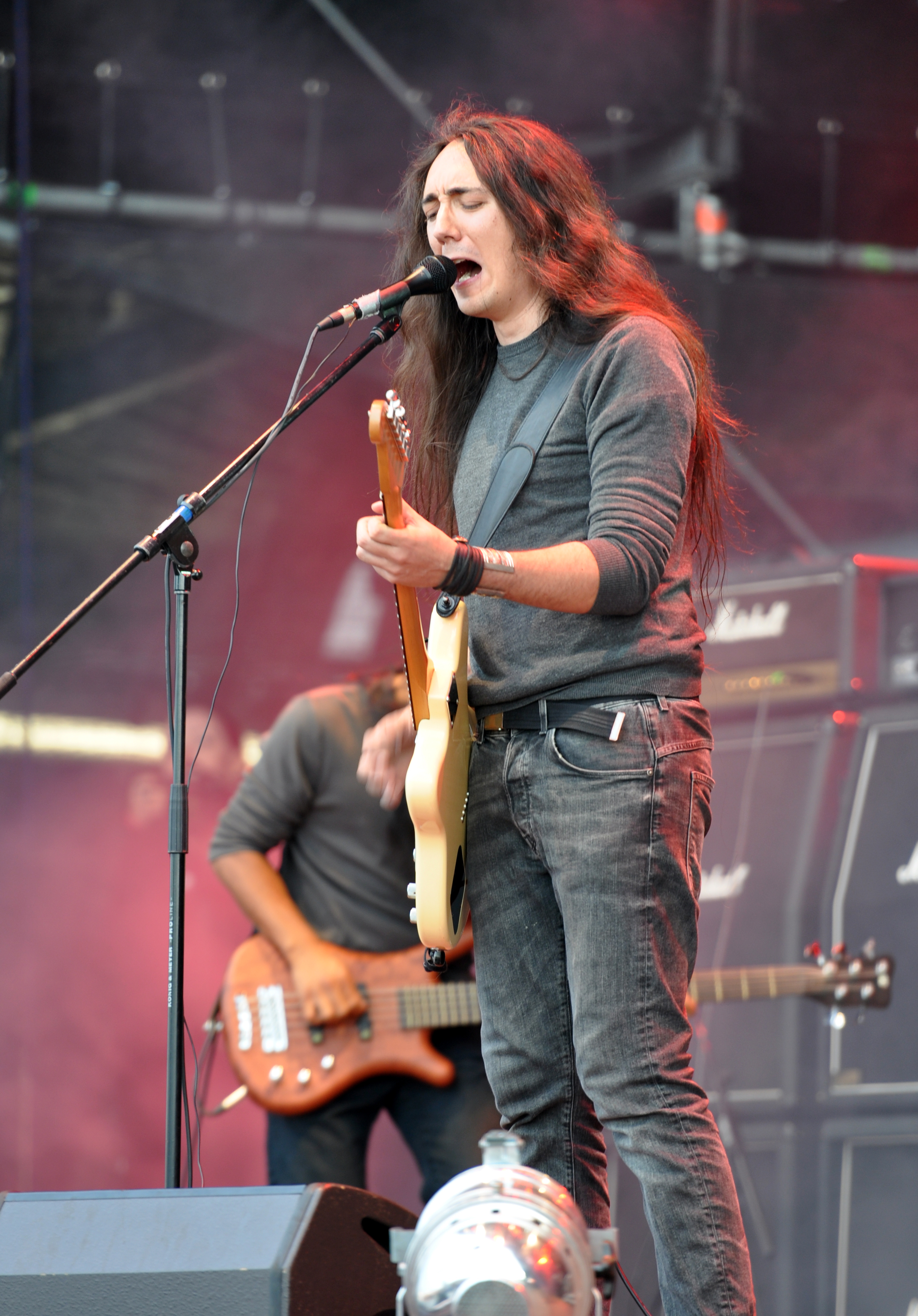
O interlúdio "Please Remember" conta com contribuições de spoken word de Neige, membro de Alcest.

Sunbather possui sete faixas: quatro músicas principais ("Dream House", "Sunbather", "Vertigo" e "The Pecan Tree") e três interlúdios ("Irresistible", "Please Remember" e "Windows"). A decisão de intercalar faixas curtas entre as músicas mais longas foi tomada durante as sessões de estúdio. Kerry McCoy já havia escrito vários riffs antes das gravações de Sunbather, alguns com um tom mais limpo, e o Deafheaven queria utilizá-los de alguma forma. George Clarke explicou: "Algumas das coisas que [McCoy] estava escrevendo não se encaixavam em nada em particular—eram suas próprias pequenas peças. Então, em vez de exauri-las em uma música mais longa, pensamos: 'Não queremos desperdiçar esses riffs; talvez possamos usá-los como interlúdios.'" Clarke também disse que os interlúdios foram projetados para complementar as outras músicas e facilitar o fluxo do álbum, que é concebido para ser ouvido "de uma só vez, do início ao fim."
Ao categorizar Sunbather, a revista Metal Hammer destacou suas diversas influências e sua "paleta emocional" ao ponto de não considerá-lo um álbum de black metal. A publicação diz que Sunbather utiliza "tropos do metal extremo", significando que o álbum emprega algumas das características típicas do gênero (como vocais agressivos ou riffs intensos), mas as utiliza de forma emocional e cinematográfica, mesclando-as com influências de outros estilos musicais, como shoegaze e post-rock, para criar algo único, se assemelhando à Amesoeurs e Alcest, além de comparar suas paisagens sonoras cinematográficas às obras de The Cure, Mogwai e Russian Circles.
O primeiro interlúdio, "Irresistible", é completamente instrumental, enquanto as outras duas faixas apresentam samples e vocais convidados sobre músicas relativamente mais suaves e limpas. Em "Please Remember", Neige lê um trecho do romance A Insustentável Leveza do Ser (1984), de Milan Kundera, um dos livros favoritos de Clarke. O Deafheaven e Neige se conheceram e viraram amigos quando eles fizeram uma turnê juntos em 2012, e decidiram colaborar musicalmente. Originalmente, Neige iria contribuir com guitarras convidadas, mas, por morar na França e isso tornar a colaboração dificultosa, ele gravou a leitura do trecho escolhido pela banda e enviou o áudio. Clarke comentou que o trecho é muito importante para ele: "Ele grita insegurança, algo com que eu luto muito."
O último interlúdio, "Windows", apresenta dois áudios sobrepostos. O primeiro é uma gravação de McCoy durante uma negociação de drogas. Na época das gravações, McCoy enfrentava um vício em opiáceos farmacêuticos, e Clarke quis registrar um desses momentos como algo muito pessoal ao colega de banda. O segundo áudio é de um pregador de rua no centro de São Francisco, sobre quem Clarke comentou: "Eles estão sempre lá, gritando para as multidões." A temática de "Windows" reflete uma justaposição entre o discurso religioso sobre o inferno e os demônios pessoais na realidade, como vício e questões de autoestima. Segundo Clarke, "[McCoy] estava desesperado e sem dinheiro; isso reflete os verdadeiros horrores que existem aqui na terra—os próprios demônios pessoais."
A disparidade de riqueza é um tema recorrente nas letras do álbum, embora Clarke considere Sunbather "apolítico e mais focado em emoções, sentimentos internos e na adaptação às realidades da vida adulta." "Dream House" trata da "obsessão por riqueza" e foi inspirada no sentimento de inveja de Clarke ao observar casas em São Francisco, que para ele simbolizavam "tudo o que eu não tenho." A letra do final dessa música foi retirada de uma conversa por mensagem que ele teve com "uma garota por quem eu estava totalmente apaixonado." A faixa-título reflete sobre a desigualdade de renda em São Francisco, algo que Clarke contemplou enquanto dirigia por San Luis Obispo, onde vivia em um bairro pobre. "The Pecan Tree" aborda o relacionamento conturbado de Clarke com seu pai.

## Arte de capa e título
A arte da capa de Sunbather foi projetada por Nick Steinhardt, membro da banda Touché Amoré, que também foi responsável pela capa do álbum de estreia do Deafheaven, Roads to Judah (2011). A fotografia original é creditada a Ryan Aylsworth. As cores rosa e laranja foram escolhidas para remeter à tonalidade vista no interior das pálpebras ao se deitar sob o sol.
A inspiração para exibir o título Sunbather em uma formação simples de blocos veio do álbum We Love Life (2001), da banda Pulp. George Clarke escolheu o nome "Sunbather" porque, segundo ele, "é o sentimento que o álbum me transmite. É a tristeza, a frustração e a raiva que vêm com a busca pela perfeição. Sonhar com calor e amor, apesar da dor do idealismo." Clarke relembrou ter visto uma mulher em um bairro rico tomando sol em seu gramado e comparou a vida dela com a sua, como um jovem de 22 anos, pobre e sem educação formal, lutando para sobreviver.

## Recepção da crítica e legado
Sunbather foi recebido com aclamação universal pela crítica. No Metacritic, o álbum obteve uma pontuação média de 92, baseada em 18
| Críticas profissionais | Críticas profissionais |
| Pontuações agregadas   | Pontuações agregadas   |
| Fonte                  | Avaliação              |
| ---------------------- | ---------------------- |
| Metacritic             | 92/100                 |
| AnyDecentMusic         | 8.8/10                 |
| Avaliações da crítica  |                        |
| Fonte                  | Avaliação              |
| AllMusic               | [ 30 ]                 |
| The A.V. Club          | A                      |
| Consequence of Sound   | [ 32 ]                 |
| Decibel                | 9/10                   |
| Exclaim!               | 9/10                   |
| Kerrang!               | [ 35 ]                 |
| Pitchfork              | 8.9/10                 |
| PopMatters             | 9/10                   |
| Rolling Stone          | [ 37 ]                 |
| Spin                   | 8/10                   |

resenhas, indicando "aclamação universal". As diversas técnicas composicionais e estilos presentes no álbum atraíram atenção de ouvintes e jornalistas fora do nicho do metal, especialmente de publicações de música indie, devido à sua fusão de shoegaze e post-rock. George Clarke comentou sobre a recepção: "Mesmo no lado positivo, quando recebíamos uma crítica ou algo como 'este álbum é incrível' e 'está rompendo tantas barreiras' — às vezes isso era mais difícil de ler do que as críticas negativas. Porque sempre sentimos que, você sabe, somos apenas uma banda, são apenas canções."
O Consequence of Sound elogiou Sunbather como superior a Roads to Judah por ser mais dinâmico e evitar o "ritmo desajeitado e sensação confusa" do álbum de 2011. Essa dinâmica também foi celebrada pelo The A.V. Club, que destacou a habilidade "mestre" do álbum em evitar redundância, comum em muitos discos de black metal. O AllMusic destacou outra diferença positiva de Sunbather em relação a álbuns semelhantes: a abordagem lírica com uma "exploração poética" mais leve de temas geralmente sombrios. Segundo a resenha, isso "dá ao ouvinte tempo para internalizar e refletir sobre as letras, criando uma experiência mais profunda para aqueles dispostos a absorver o álbum completamente."
A resenha da Spin destacou o feito de unir elementos de estilos já estabelecidos com "foco inabalável e visão inflexível," sugerindo que o álbum é excelente para ouvintes "se conectarem, vendo nossas ansiedades individuais ou coletivas transformadas em algo que podemos transmitir no conforto de nossas casas."
Na Pitchfork, Brandon Stosuy declarou Sunbather como "Melhor Novo Álbum" e afirmou: "Com Sunbather, o Deafheaven criou um dos maiores álbuns do ano, que impressiona pela sua escala, do mesmo modo que The Seer do Swans fez no ano passado. Como a obra-prima de M. Gira, este álbum tem a capacidade de capturar a atenção de pessoas que normalmente não ouvem música pesada."
Embora o gênero blackgaze inicialmente tenha sido rejeitado por fãs de black metal e heavy metal tradicional, o sucesso de Sunbather rapidamente superou essas críticas. Desde então, o álbum é considerado um marco definitivo do gênero. O sucesso também deu ao Deafheaven maior apelo ao público geral, permitindo que a banda tocasse em vários festivais mainstream, muitas vezes como o único artista de metal.

### Prêmios e reconhecimentos
A aclamação crítica de Sunbather levou o álbum a figurar em várias listas de "Melhores de 2013" de críticos, tanto nos Estados Unidos quanto internacionalmente. Antes mesmo de seu lançamento, Sunbather já havia sido listado como um dos álbuns mais aguardados de 2013 por publicações como Decibel, Noisecreep, The Skinny, Spin  e Stereogum.
No meio de 2013, Spin, NPR e Metacritic declararam Sunbather como um dos melhores álbuns do ano "até então". O Metacritic também afirmou que Sunbather foi o álbum mais bem avaliado de 2013. Eles escreveram: "É a primeira vez que um álbum de metal ocupa o 1º lugar em nosso ranking de final de ano. De fato, entre os álbuns com 15 ou mais resenhas (excluindo EPs e reedições), Sunbather agora é o 7º álbum com a maior pontuação em nosso banco de dados, que inclui lançamentos desde 1999."

#### Listas de fim de ano
| Publicação           | País          | Obra      | Nomeação                                       | Ano  | Posição         |
| -------------------- | ------------- | --------- | ---------------------------------------------- | ---- | --------------- |
| The 405              | Reino Unido   | Sunbather | Álbuns do ano 2013                             | 2013 | 6               |
| Clash                | Reino Unido   | Sunbather | Top Álbuns de 2013                             | 2013 | 37              |
| Consequence of Sound | EUA           | Sunbather | Top 50 Álbuns de 2013                          | 2013 | 20              |
| Complex              | EUA           | Sunbather | The 50 Best Albums of 2013                     | 2013 | 31              |
| Crack Magazine       | Reino Unido   | Sunbather | Álbum do ano                                   | 2013 | 5               |
| The Daily Beast      | EUA           | Sunbather | Os Melhores 13 Álbuns de 2013                  | 2013 | 11              |
| Drowned in Sound     | Reino Unido   | Sunbather | Álbuns Favoritos de 2013                       | 2013 | 31              |
| FasterLouder         | Austrália     | Sunbather | Top 50 Álbuns de 2013                          | 2013 | 33              |
| musicOMH             | Reino Unido   | Sunbather | Top 100 Álbuns de 2013                         | 2013 | 92              |
| No Ripcord           | EUA           | Sunbather | Top 50 Álbuns de 2013                          | 2013 | 30              |
| NPR Music            | EUA           | Sunbather | 50 Álbuns Favoritos de 2013                    | 2013 | Sem ranquamento |
| PopMatters           | Internacional | Sunbather | Os 75 Melhores Álbuns de 2013                  | 2013 | 39              |
| PopMatters           | Internacional | Sunbather | O Melhor Indie Rock de 2013                    | 2013 | 8               |
| Pretty Much Amazing  | EUA           | Sunbather | 40 Melhores Álbuns de 2013                     | 2013 | 34              |
| Spin                 | EUA           | Sunbather | 50 Melhores Álbuns de 2013                     | 2013 | 22              |
| Stereogum            | EUA           | Sunbather | Os 50 Melhores Álbuns de 2013                  | 2013 | 2               |
| Time Out London      | Reino Unido   | Sunbather | Os 40 Melhores Álbuns de 2013                  | 2013 | 38              |
| Rock Sound           | Reino Unido   | Sunbather | Os 50 Melhores Álbuns de 2013                  | 2013 | 13              |
| The A.V. Club        | EUA           | Sunbather | Os 23 Melhores Álbuns de 2013                  | 2013 | 3               |
| Exclaim!             | Canadá        | Sunbather | Top 10 Álbuns de Metal & Hardcore de 2013      | 2013 | 4               |
| Spin                 | EUA           | Sunbather | 20 Melhores Álbuns de Metal de 2013            | 2013 | 1               |
| NPR                  | EUA           | Sunbather | 50 Álbuns Favoritos de 2013 da NPR Music       | 2013 | —               |
| Stereogum            | EUA           | Sunbather | Os 50 Melhores Álbuns de Metal de 2013         | 2013 | 1               |
| Rolling Stone        | EUA           | Sunbather | 20 Melhores Álbuns de Metal de 2013            | 2013 | 1               |
| Pitchfork            | EUA           | Sunbather | Top 50 Álbuns de 2013                          | 2013 | 6               |
| Treble               | EUA           | Sunbather | 50 Melhores Álbuns de 2013                     | 2013 | 1               |
| Metacritic           | International | Sunbather | The Best Albums of 2013                        | 2013 | 1               |
| Metacritic           | Internacional | Sunbather | 2013 Music Critic Top Ten Lists                | 2013 | 16              |
| Sputnikmusic         | EUA           | Sunbather | Top 50 Álbuns de 2013                          | 2013 | 3               |
| AbsolutePunk         | EUA           | Sunbather | Top 30 Álbuns de 2013                          | 2013 | 6               |
| Decibel              | EUA           | Sunbather | Top 40 Álbuns de 2013                          | 2013 | 11              |
| ChartAttack          | Canadá        | Sunbather | Os Álbuns Que Definiram a Música Indie em 2013 | 2013 | —               |
| Pitchfork            | EUA           | Sunbather | O Top 40 Álbuns de Metal de 2013               | 2013 | 1               |

#### Lista de fim de década
| Publicação           | País        | Trabalho  | Nomeação                                               | Ano  | Posição  |
| -------------------- | ----------- | --------- | ------------------------------------------------------ | ---- | -------- |
| The A.V. Club        | EUA         | Sunbather | Os 50 Melhores Ábuns da Década de 2010                 | 2019 | 19       |
| AllMusic             | EUA         | Sunbather | Decade In Review                                       | 2019 | Unranked |
| Consequence of Sound | EUA         | Sunbather | Top 100 Álbuns da Década de 2010                       | 2019 | 40       |
| Consequence of Sound | EUA         | Sunbather | Top 25 Álbuns de Metal da Década de 2010               | 2019 | 3        |
| Crack Magazine       | Reino Unido | Sunbather | O Top 100 Álbuns da Década                             | 2019 | 34       |
| Kerrang!             | Reino Unido | Sunbather | Os 75 Melhores Álbuns da Década de 2010                | 2019 | 6        |
| Noisey               | Reino Unido | Sunbather | Os 100 Melhores Álbuns da Década de 2010               | 2019 | 36       |
| Paste                | Eua         | Sunbather | Os 100 Melhores Álbuns da Década de 2010               | 2019 | 97       |
| Pitchfork            | EUA         | Sunbather | Os 100 Melhores Álbuns da Década até Agora (2010–2014) | 2014 | 26       |
| Pitchfork            | EUA         | Sunbather | Os 200 Melhores Álbuns da Década de 2010               | 2019 | 123      |
| Revolver             | EUA         | Sunbather | 25 Melhores Álbuns da Década de 2010                   | 2019 | 7        |
| Stereogum            | EUA         | Sunbather | Os 100 Melhores Álbuns da Década de 2010               | 2019 | 25       |
| Treble               | EUA         | Sunbather | Top 150 Álbuns da Década de 2010                       | 2020 | 8        |

#### Listas de todos os tempos
| Publicação    | País | Obra      | Nomeação                                           | Ano  | Posição |
| ------------- | ---- | --------- | -------------------------------------------------- | ---- | ------- |
| Rolling Stone | EUA  | Sunbather | Os 100 Melhores Álbuns de Metal de Todos os Tempos | 2017 | 94      |

#### Faixas
| Publicação           | País          | Obra          | Nomeação                        | Ano  | Posição          |
| -------------------- | ------------- | ------------- | ------------------------------- | ---- | ---------------- |
| PopMatters           | Internacional | "Dream House" | As 75 Melhores Músicas de 2013  | 2013 | 25               |
| Consequence of Sound | EUA           | "Dream House" | Top 50 Músicas de 2013          | 2013 | 18               |
| Rolling Stone        | EUA           | "Dream House" | 100 Melhores Músicas de 2013    | 2013 | 92               |
| Pitchfork            | EUA           | "Dream House" | O Top 100 Faixas de 2013        | 2013 | 9                |
| ChartAttack          | Canadá        | "Sunbather"   | 50 Melhores Músicas de 2013     | 2013 | —                |
| Pitchfork            | EUA           | arte da capa  | O Top 25 Capas de Álbum de 2013 | 2013 | Sem ranqueamento |

## Performance comercial
O álbum estreou na posição nº 130 da Billboard 200 e alcançou o nº 10 na parada de Hard Rock Albums, vendendo 3.720 cópias em sua semana de estreia nos Estados Unidos. Até abril de 2014, o álbum já havia vendido mais de 30.000 cópias nos EUA.

## Lista de faixas
Todas as faixas escritas e compostas por Deafheaven. 
| N.º            | Título            | Duração |  |
| 1.             | "Dream House"     | 9:15    |  |
| 2.             | "Irresistible"    | 3:13    |  |
| 3.             | "Sunbather"       | 10:17   |  |
| 4.             | "Please Remember" | 6:26    |  |
| 5.             | "Vertigo"         | 14:37   |  |
| 6.             | "Windows"         | 4:43    |  |
| 7.             | "The Pecan Tree"  | 11:27   |  |
| Duração total: | Duração total:    | 59:58   |  |

| Faixa bônus da edição japonesa |                                      |         |  |
| N.º                            | Título                               | Duração |  |
| 8.                             | "Punk Rock / Cody" (cover de Mogwai) | 10:37   |  |

## Ficha técnica
Ficha técnica de Sunbather adaptado das notas de encarte:
Deafheaven:
- George Clarke – vocais, piano
- Kerry McCoy – guitarras, baixo
- Daniel Tracy – bateria

Pessoal adicional:
- Stéphane "Neige" Paut (Alcest) – recitação em "Please Remember"

Produção e gravação:
- Deafheaven – produção
- Jack Shirley – gravação, produção, edição, mixagem, masterização

Arte e design:
- Ryan Aylsworth – fotografia
- Sara Mohr – modelo
- Nick Steinhardt (Touché Amoré) – direção de arte, design